# Beattyville
La ville de Beattyville est le siège du comté de Lee, dans l’État du Kentucky, aux États-Unis. Sa population s’élevait à 1 307 habitants lors du recensement de 2010, estimée à 1 214 habitants en 2016.

## Politique
Beattyville a été une des villes dont la population a le plus voté en faveur de Donald Trump à l'élection présidentielle américaine de 2016 (81 %).

## Source
- (en) Cet article est partiellement ou en totalité issu de l’article de Wikipédia en anglais intitulé « Beattyville, Kentucky » (voir la liste des auteurs).